# Annabel Croft
Pour les articles homonymes, voir Croft.
Annabel Nicola Croft (née le 12 juillet 1966) est une joueuse de tennis britannique, professionnelle dans les années 1980 et comptant parmi les meilleures de son pays à son époque.   
Pendant sa carrière, elle a gagné un titre en simple sur le circuit WTA. 
Elle a fondé en 2009 la The Annabel Croft Tennis Academy. Elle est désormais présentatrice à la télévision pour Sky Sports et Eurosport.

## Palmarès

### Titre en simple dames
| No | Date       | Nom et lieu du tournoi                 | Catégorie | Dotation | Surface    | Finaliste      | Score    |          |
| -- | ---------- | -------------------------------------- | --------- | -------- | ---------- | -------------- | -------- | -------- |
| 1  | 22/04/1985 | Virginia Slims of San Diego, San Diego |           | 75 000 $ | Dur (ext.) | Wendy Turnbull | 6-0, 7-6 | Parcours |

### Finale en simple dames
Aucune

### Titre en double dames
Aucun

### Finale en double dames
Aucune

## Parcours en Grand Chelem

### En simple dames
| Année | Open d'Australie (janvier) | Open d'Australie (janvier) | Internationaux de France | Internationaux de France | Wimbledon       | Wimbledon        | US Open         | US Open         | Open d'Australie (décembre) | Open d'Australie (décembre) |
| 1982  | n/a                        | n/a                        | -                        | -                        | 1er tour (1/64) | Lucia Romanov    | -               | -               | -                           | -                           |
| 1983  | n/a                        | n/a                        | -                        | -                        | 1er tour (1/64) | Mima Jaušovec    | 1er tour (1/64) | Kim Jones       | -                           | -                           |
| 1984  | n/a                        | n/a                        | 1er tour (1/64)          | Laura Arraya             | 3e tour (1/16)  | Chris Evert      | 1er tour (1/64) | Bonnie Gadusek  | 1er tour (1/32)             | Kathy Rinaldi               |
| 1985  | n/a                        | n/a                        | 1er tour (1/64)          | Mima Jaušovec            | 1er tour (1/64) | Hu Na            | 2e tour (1/32)  | Hana Mandlíková | 1er tour (1/32)             | C. Kohde-Kilsch             |
| 1986  | n/a                        | n/a                        | 2e tour (1/32)           | Pam Casale               | 1er tour (1/64) | Neige Dias       | 3e tour (1/16)  | Stephanie Rehe  | n/a                         | n/a                         |
| 1987  | -                          | -                          | 1er tour (1/64)          | Gabriela Dinu            | 2e tour (1/32)  | Elizabeth Smylie | 2e tour (1/32)  | Anne Hobbs      | n/a                         | n/a                         |
| 1988  | 1er tour (1/64)            | Lea Antonoplis             | -                        | -                        | -               | -                | -               | -               | n/a                         | n/a                         |

À droite du résultat, l’ultime adversaire.

### En double dames
| Année | Open d'Australie (janvier) | Open d'Australie (janvier) | Internationaux de France    | Internationaux de France | Wimbledon                    | Wimbledon                  | US Open                    | US Open                       | Open d'Australie (décembre) | Open d'Australie (décembre) |
| 1984  | n/a                        | n/a                        | 2e tour (1/16) Sue Barker   | Leslie Allen Anne White  | -                            | -                          | 1er tour (1/32) Sue Barker | A. M. Fernández Pam Whytcross | 1er tour (1/16) Sue Barker  | Kohde-Kilsch Helena Suková  |
| 1985  | n/a                        | n/a                        | 1er tour (1/32) Ginny Purdy | L. Drescher Etsuko Inoue | 1er tour (1/32) Linda Howell | Henricksson Susan Leo      | 1er tour (1/32) Rene Uys   | M. Mesker P. Paradis          | 2e tour (1/8) Lisa Bonder   | B. Potter Sharon Walsh      |
| 1986  | n/a                        | n/a                        | 1er tour (1/32) Sara Gomer  | Lisa Bonder Laura Arraya | 1er tour (1/32) Sara Gomer   | Kohde-Kilsch Helena Suková | 1er tour (1/32) Sara Gomer | Patty Fendick Hetherington    | n/a                         | n/a                         |
| 1987  | -                          | -                          | 1er tour (1/32) S. Mascarin | Elna Reinach M. Reinach  | 1er tour (1/32) R. Maršíková | Steffi Graf G. Sabatini    | -                          | -                             | n/a                         | n/a                         |

Sous le résultat, la partenaire ; à droite, l’ultime équipe adverse.

### En double mixte
| Année | Open d'Australie (janvier), | Open d'Australie (janvier), | Internationaux de France      | Internationaux de France | Wimbledon                     | Wimbledon                   | US Open                       | US Open                  | Open d'Australie (décembre), | Open d'Australie (décembre), |
| 1983  | n/a                         | n/a                         | -                             | -                        | 1er tour (1/32) Chris Bradnam | Ilana Kloss Owen Davidson   | 1er tour (1/16) Andrés Gómez  | B. Potter Ferdi Taygan   | n/a                          | n/a                          |
| 1984  | n/a                         | n/a                         | 1er tour (1/32) C. Dowdeswell | Petra Huber Pavel Složil | 1er tour (1/32) Victor Amaya  | C. Tanvier Peter Rennert    | 1er tour (1/32) Owen Davidson | Anne Hobbs Marty Riessen | n/a                          | n/a                          |
| 1985  | n/a                         | n/a                         | -                             | -                        | 1er tour (1/32) Owen Davidson | Gretchen Rush Charles Honey | -                             | -                        | n/a                          | n/a                          |
| 1986  | n/a                         | n/a                         | 1er tour (1/32) Owen Davidson | Mima Jaušovec F. Errard  | 1er tour (1/32) Owen Davidson | C. Reynolds C. Fancutt      | -                             | -                        | n/a                          | n/a                          |
| 1987  | -                           | -                           | -                             | -                        | 2e tour (1/16) Owen Davidson  | B. Nagelsen Peter Fleming   | -                             | -                        | n/a                          | n/a                          |

Sous le résultat, le partenaire ; à droite, l’ultime équipe adverse.

## Parcours en Coupe de la Fédération
| #                                                                                 | Date       | Lieu   | Surface    | Gagnante(s)     | Perdante(s)    | Score           |          |
|                                                                                   |            |        |            |                 |                |                 |          |
| 1985 - 1er tour (groupe mondial) - Allemagne de l'Ouest - Grande-Bretagne - 0 : 3 |            |        |            |                 |                |                 |          |
| 1                                                                                 | 08/10/1985 | Nagoya | Dur (ext.) | Annabel Croft   | Myriam Schropp | 6-3, 6-1        | Parcours |
|                                                                                   |            |        |            |                 |                |                 |          |
| 1985 - 2e tour (groupe mondial) - Japon - Grande-Bretagne - 1 : 2                 |            |        |            |                 |                |                 |          |
| 2                                                                                 | 08/10/1985 | Nagoya | Dur (ext.) | Annabel Croft   | Etsuko Inoue   | 7-67, 6-74, 6-3 | Parcours |
|                                                                                   |            |        |            |                 |                |                 |          |
| 1985 - 1/4 de finale (groupe mondial) - Bulgarie - Grande-Bretagne - 2 : 1        |            |        |            |                 |                |                 |          |
| 3                                                                                 | 08/10/1985 | Nagoya | Dur (ext.) | Manuela Maleeva | Annabel Croft  | 6-2, 6-2        | Parcours |

## Classements WTA

### Classements en simple en fin de saison
| Année | 1983 | 1984 | 1985 | 1986 | 1987 | 1988 |
| Rang  | 142  | 82   | 24   | 82   | 141  | 263  |

Source : (en) « Classements de Annabel Croft », sur le site officiel du WTA Tour

### Classements en double en fin de saison
| Année | 1986 | 1987 |
| Rang  | 126  | 292  |

Source : (en) « Classements de Annabel Croft », sur le site officiel du WTA Tour